# Callambulyx poecilus
Callambulyx poecilus är en fjärilsart som beskrevs av Rothschild 1898. Callambulyx poecilus ingår i släktet Callambulyx och familjen svärmare. Inga underarter finns listade i Catalogue of Life.